# Distribució gamma generalitzada

La distribució gamma generalitzada és una distribució de probabilitat contínua amb dos paràmetres de forma (i un paràmetre d'escala). És una generalització de la distribució gamma que té un paràmetre de forma (i un paràmetre d'escala). Com que moltes distribucions que s'utilitzen habitualment per als models paramètrics en l'anàlisi de supervivència (com ara la distribució exponencial, la distribució Weibull i la distribució gamma) són casos especials de gamma generalitzada, de vegades s'utilitza per determinar quin model paramètric és adequat per a un conjunt determinat de dades. Un altre exemple és la distribució seminormal.

## Característiques
La distribució gamma generalitzada té dos paràmetres de forma, {\displaystyle d>0} i {\displaystyle p>0}, i un paràmetre d'escala, {\displaystyle a>0} . Per a x no negatiu d'una distribució gamma generalitzada, la funció de densitat de probabilitat és
{\displaystyle f(x;a,d,p)={\frac {(p/a^{d})x^{d-1}e^{-(x/a)^{p}}}{\Gamma (d/p)}},}
on {\displaystyle \Gamma (\cdot )} denota la funció gamma.
La funció de distribució acumulada és
{\displaystyle F(x;a,d,p)={\frac {\gamma (d/p,(x/a)^{p})}{\Gamma (d/p)}},{\text{or}}\,P\left({\frac {d}{p}},\left({\frac {x}{a}}\right)^{p}\right);}
on {\displaystyle \gamma (\cdot )} denota la funció gamma incompleta inferior, i {\displaystyle P(\cdot ,\cdot )} denota la funció gamma incompleta inferior regularitzada.
La funció quantil es pot trobar observant que {\displaystyle F(x;a,d,p)=G((x/a)^{p})} on {\displaystyle G} és la funció de distribució acumulada de la distribució gamma amb paràmetres {\displaystyle \alpha =d/p} i {\displaystyle \beta =1} . Aleshores, la funció quantil es dona per inversió {\displaystyle F} utilitzant relacions conegudes sobre la inversa de les funcions compostes, obtenint:
{\displaystyle F^{-1}(q;a,d,p)=a\cdot {\big [}G^{-1}(q){\big ]}^{1/p},}
amb {\displaystyle G^{-1}(q)} sent la funció quantil per a una distribució gamma amb {\displaystyle \alpha =d/p,\,\beta =1}.